# London Monarchs

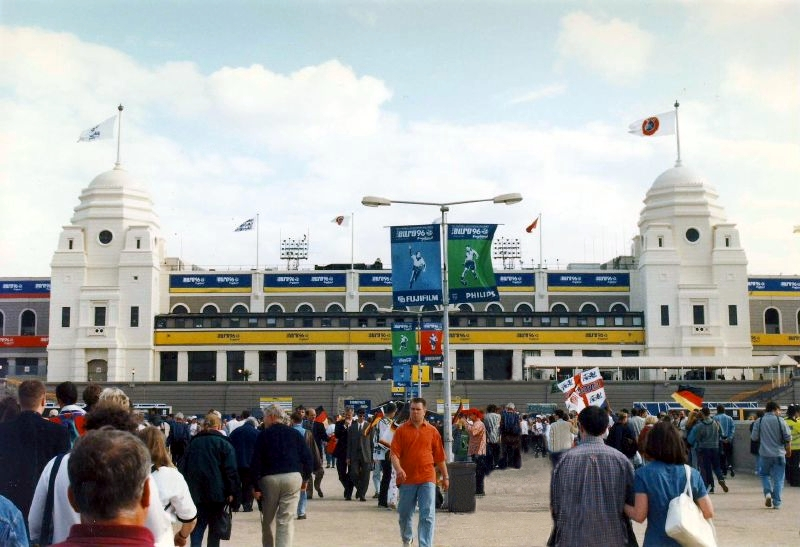
Domácí stadion týmu Monarchs

London Monarchs byl profesionální tým amerického fotbalu působící v lize NFL Europe. Byl založen v roce 1991 jako jeden z prvních týmů v lize. Poslední sezónu Monarchs odehráli v roce 1998 pod názvem England Monarchs. V roce 1999 byl tým nahrazen týmem Berlin Thunder.

## Začátky
Dřívější WLAF (World League of American Football) (později přejmenovaná na NFL Europe) provozovala ligu s šesti týmy ze Spojených států, jedním z Kanady a s třemi Evropskými, včetně Monarchs. V letech 1993–94 měla liga pozastavenou činnost. 1995 byla liga znovu obnovena přičemž byly všechny týmy z Evropy opět včetně Monarchs dále vznikly týmy: Amsterdam Admirals, Rhein Fire a Scottish Claymores. V roce 1998 změnila WLAF jméno na NFL Europe, krátce po tom byli London Monarchs přejmenováni na England Monarchs v tom samém roce odehráli Monarchs poslední sezónu, o rok později byl tým nahrazen německým klubem Berlin Thunder.

## Sezóna 1991
Sezóna 1991 byla první sezóna týmu Monarchs. První zápas odehráli v německém městě Frankfurt proti týmu Frankfurt Galaxy, London vyhrál 24:11 a zapsal si tak první výhru v sezóně.S bilancí 9-1 se dostali do World Bowlu,kde vyhráli proti týmu Barcelona Dragons 21:0.

## Sezóny a bilance
| Sezóna                            | Liga       | Výhry | Prohry | Remízy |
| --------------------------------- | ---------- | ----- | ------ | ------ |
| 1991                              | WLAF       | 9     | 1      | 0      |
| 1992                              | WLAF       | 2     | 7      | 1      |
| 1995                              | WLAF       | 4     | 6      | 0      |
| 1996                              | WLAF       | 4     | 6      | 0      |
| 1997                              | WLAF       | 4     | 6      | 0      |
| 1998 (pod názvem England Monarchs | NFL Europe | 3     | 7      | 0      |